# Ши цзін
Ши цзін (кит.: 詩經 піньїнь: Shī Jīng; за транскрипційною системою Уейда — Джайлза: Shih Ching «Книга пісень» або «Книга поезії») — пам'ятка китайської літератури XII—VI століть до н. е., яка містить 305 поетичних творів (ши), створених у різних царствах Стародавнього Китаю.
Конфуцій зазначав, що ши можуть порушувати дух, можуть розкривати людину, можуть сприяти спілкуванню, можуть викликати (або висловлювати) обурення (詩，可以興，可以觀，可以群，可以怨 — «Аналекти» 17:9).
Будова творів та їх зміст відображають різноманітні явища духовного і соціального життя Китаю, являючи собою своєрідну енциклопедію китайської давнини. Поетичні образи з цієї збірки використовувалися в літературах Далекого Сходу протягом тисячоліть.

## Історія виникнення

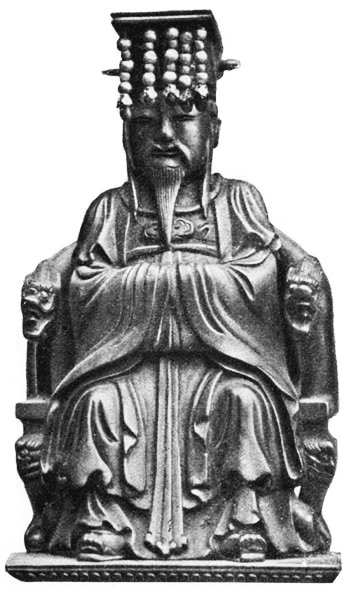
Конфуцій

«Книга пісень і гімнів» відображує досить значний період китайської історії, приблизно з раннього етапу Західного Чжоу (XII—X століття до н. е.) і до кінця епохи Чуньцю («Весни і осені», VIII—V століття до н. е.). Відомо, коли ханський імператор У-ді (140 — 87 до н. е.) зі «ста філософських шкіл» як офіційну ідеологію вибрав конфуціанство і заснував звання боши («ерудит») за конфуціанським «П'ятиканоном» («У цзін»), «Пісні» увійшли до складу канону і отримали назву «Ши цзін».
Традиційно вважалося, що компіляція збірки була виконана Конфуцієм, який більш ніж з трьох тисяч пісень відібрав лише десяту частину і склав єдину антологію. За свідченням Сима Цяня, ці пісні разом з із конфуціанськими книгами за указом імператора Цінь Ши Хуан-ді в 213 до н. е. були покарані вогнем і відновлені приблизно в середині II століття до н. е. У китайських джерелах згадуються чотири варіанти збірки «Ши цзін», які отримали свої назви за царствами та сім'ями, в яких вони зберігалися: «Луши» 魯詩, «Ханьши» 韓詩 та «Ціши» 齊詩 були втрачені; найдавніший список «Маоши» 毛詩 був включений в конфуціанський канон, а в 12 столітті став називатися «Ши цзін».

## Походження назви та жанр
В епоху, що передувала воцарінню династії Цінь (221—207 до н. е.), збірник носив назву «Ши» («Пісні»), або «Ши сань бай» («Триста пісень»). «Ши» давньокитайською мовою позначає «вірш, пісня, поезія», тобто ритмічний та озвучений римами твір, який виконувався зазвичай під акомпанемент музичного інструменту. Пісня ши — найдавніша форма китайської ліричної поезії, вірш, як правило, призначений для співу. Він складався зазвичай з декількох строф або куплетів, нерідко з рефреном. Пісні «ши», судячи по «Ши цзін», складались одночасно з їх музичної мелодією і, по суті, були органічно пов'язані з музикою, рухами і жестами, які супроводжували їх виконання в процесі польових робіт, під час релігійних і побутових обрядів, народних свят, гулянь, ігор.
Ієрогліф «цзін» (другий компонент класичної назви збірки) на початку позначав «основу тканини». Згодом саме звідси утворилося похідне поняття — основні канонічні книги конфуціанської школи.

## Загальна характеристика
Зміст «Ши цзін» підіймає ряд теоретичних і естетичних проблем, що виходять за межі цього поетичного пам'ятника і мають відношення до всього кола творів даного жанру і до найважливіших явищ словесного мистецтва в Китаї в усьому подальшому русі. Риторичні фігури разом з риторикою і евфонією поезії «Ши Цзін» свідчать про те, що творці пісень цього пам'ятника майстерно володіли музичною та мальовничою силою образної мови, розкриваючи світ естетичних поглядів.
У більшості пісень «Ши Цзін» вірші складаються з чотирьох моно-силабічних слів з римою в кінці вірша, але зустрічаються і інші варіанти віршованої форми. В «Ши Цзін» використані специфічні виразні засоби, канонізовані подальшої філологічною традицією. Форми і види риторичних фігур в «Ши Цзін» різноманітні, і виконують різну роль. Невідомі автори брали їх зі світу живої природи: квіти, дерева, комахи, птахи, вітер, хмари, дощ. У «Пісні про наречену» (I, I, 6), наприклад, є такі рядки заспіву:
| Персик прекрасний і ніжний навесні - Яскраво виблискує, виблискують квіти. Дівчина, в дім ти вступаєш дружиною - Будинок прибираєш і світлицю ти. Персик прекрасний і ніжний навесні - Будуть плоди в достатку на ньому. Дівчина, в дім ти вступаєш дружиною - Світлицю ти прибираєш і будинок … |

Разом із тим ця пісня демонструє, що в ста шістдесяти піснях розділу «Го фин» зачин як художній прийом зустрічається сімдесят два рази.
«Ши Цзін» дає певне уявлення про систему художніх образів у китайській поезії і показує шляхи становлення канонічної поетики класичної поезії. Мірою художньої цінності поетичного твору є система виразних засобів. Зміст пісень створюється на основі поетики умовностей і іносказань, які привносять прихований сенс, створюють свій підтекст з переносними значеннями, прихованими порівняннями, а нерідко таять в собі зв'язок з явищами історичними, соціальними, побутовими. Алегорія, опосередковане вираження ідеї, уособлення і інші різновиди символіки не тільки додають поетичному мовленні якусь загадковість, привабливу недомовленість, але й спонукають читача до своєрідного співучасті, до співпраці, до доосмислення того, що навмисно не договорив автор. Прийоми зіставлення, метафори і народна символіка, широко застосовуються в піснях і одах «Ши Цзін», але не завжди легкі для розуміння і правильного тлумачення. Позначилися тут і національна своєрідність, етнографічна специфіка, самобутність звичаїв і звичаїв стародавнього народу. Так, бамбук символізує стійкість і благородство, лотос і орхідея уособлюють витонченість, духовну подібність, гілка дикої сливи — подих весни, час здійснення бажань; черепаха — символ довголіття.
У поетичних текстах існують порівняння — прямі і непрямі, а також гіперболи. На художньому перебільшенні побудована, наприклад, пісня «Піду, мій милий, на збір конопель» (I, IV, 8).
Вірші «Ши Цзін» містять неоднакову кількість строф — від трьох до восьми. І строфи налічують від двох до тридцяти і більше рядків. Природно, що композиція твору тісно пов'язана з його темою та ідейним задумом та розміром. Поезія «Ши Цзін» переважно поезія пісенна, художньо виражена в словесно-музичних образах. Звуковий малюнок пісень особливо важливий. Тут мистецтво звучання слова органічно порівнювати із пісенної мелодією, з ритмічною структурою вірша. Поезія «Ши Цзін», яка звучить невимушено, без напруги, містить у собі сліди триєдиного мистецтва: вірша, музики, танцю.
Ряд філологів і мистецтвознавців говорять про те, що деякі гімни «Ши Цзін» пов'язані з ритуальними танцями і виконувалися під час храмових обрядів. Обрядові танці, як відомо, означали, по суті справи, не що інше, як всякого роду заклинання, сенс яких полягав у тому, щоб задобрить духів і богів і тим самим домогтися гарного врожаю, вдалого полювання, відвернути посуху або повінь.
З народними піснями і танцями пов'язано в своїх витоках і театральне мистецтво Китаю. Саме в «Ши Цзін» містяться свідчення існування в Китаї на початку II тисячоліття до нової ери обрядових пісенно-танцювальних вистав, які відбувалися при виконанні храмових ритуалів і при жертвопринесеннях.

## Будова збірки
«Ши Цзін» був результатом довгого періоду розвитку пісенної поезії. Створений безіменними творцями, пам'ятник складається з чотирьох розділів: «Го фен» («Звичаї царств»), «Сяо я» («Малі оди»), «Та я» («Великі оди»), «Сун» («Гімни»), створення якого було нерозривно пов'язане з музикою, до нас не дійшов. Володіючи неповторною своєрідністю, кожен розділ «Ши Цзін» був самостійною книгою зі своїми темами і визначеними мелодіями, особливою емоційною атмосферою і засобами художньої виразності.

### «Го фен»

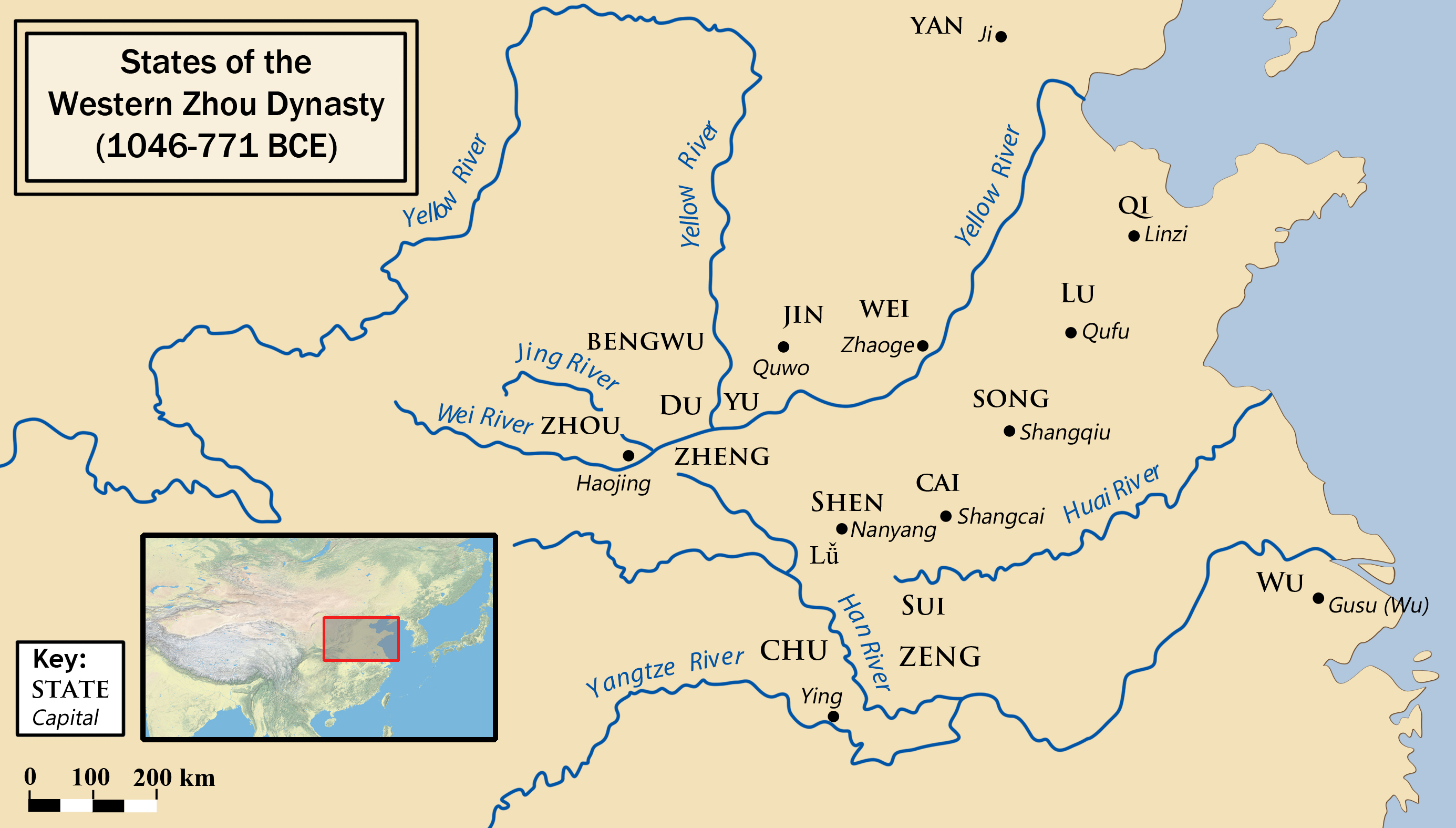
Карта держав у період Західного Чжоу

Найбільшу літературну цінність представляє «Го фен», що містить 160 ліричних народних пісень 15 царств епохи Чжоу (ХІ — ІІІ ст. до н. е.).
У цю частину пам'ятника увійшли ліричні, любовні пісні, з їх чарівністю і радісними почуттями молодості, з їх задушевністю; трудові пісні, глибоко йдуть своїм корінням в народну творчість. «Го фен» відтворює яскраву колоритну картину суспільного життя і побуту китайського народу в епоху його раннього розвитку. З цих, реально відображаючих життя пісень, деякі дослідники датують часом реалістичних традицій китайської літератури.
Кожна пісня цілеспрямована, має закінчений сюжет, відрізняється цілісністю, єдиністю внутрішньої теми — людина та її ставлення до явищ природи, навколишнього світу, людей. І в руслі цієї теми відчуття зв'язку таких понять, як краса, добро, правда, щирість і людяність, відтворюючи почуття хліборобів, скотарів, мисливців. Читач може відчути себе так, ніби він живе в цьому світі.
Глибокого соціального звучання наповнена пісня «Удари звучать далекі, далекі …» (I, IX, 6), в якій викриваються гнобителі та їх життя за рахунок простих трудівників:
| Удари звучать далекі, далекі … То рубає сандал дроворуб біля річки, І там, де річка омиває піски, Він складе стовбури і сучки … Ви ж, пане, в посів не працювали руки І в жнива не знали праці. |

Привертає увагу пісня «Велика миша» (I, IX, 7), у якій, ймовірно, вперше в китайській поетичній творчості застосовується іносказання. Ненависні народу сили, його жорстокі поневолювачі алегорично зображуються у вигляді великої миші, яка жадібно пожирає всі плоди праці хліборобів. Лейтмотив пісні просякнутий оптимістичною вірою в торжество народної справедливості, в таке життя, в якому не буде «жодних мишей».
Деяким пісням цій частині пам'ятника властива певна сатирична направленість. Їх думки настільки ж гострі, як і сміливі. У творців цієї пісенної поезії немає пишномовних слів. Подібно багатьом іншим пісням «Ши Цзіна», вони прославляють працю простих людей і засуджують знать, висловлюють невдоволення долею безправних і незалежних. Цікава в цьому відношенні пісня «Вийшов я з північних воріт …» (I, III, 15):
| Службою царською гнітять мене, Багато справ томлять мене, А прийду до себе додому — знову Всі навперебій корять мене. Це так, і цей жереб мій Створено небом і долею самою - Що скажу, якщо це жереб мій? |

У наступній пісні зображено безвихідну тугу землероба, який змушений іти на війну:
| Життя або смерть нам розлука несе, Слово ми дали, збір в похід. Думав, що руку стискаючи твою, Зустріну з тобою і старість мою.(I, III, 6) |

Значне місце в розділі «Го фен» належить пісням праці, які присвячені землеробським роботам — головному заняттю древніх китайців, зокрема, це: «Пісня про сьомий місяць» (I, XV, 1), «Подорожник» (I, I, 8). Чільне місце у збірці займають пісні на любовну й весільну тему. Ліризмом і урочистістю сповнена пісня про дівчину, яка стала нареченою і здійснює весільний обряд(«Виїзд нареченої», I, II, 1).
Зворушливо звучить тема любові в пісні «Чжуна просила я слово мені дати …» (I, VII, 2). Нездоланною перешкодою встали на шляху юних сердець традиції сімейного укладу. Дівчина боїться порушити волю батьків, боїться, що її засудять брати, страшиться «недоброї в народі поголоски», тому вона змушена схилитися перед невблаганністю домоустрою і це звучить, як докір безсердечності патріархальних сімейних канонів.

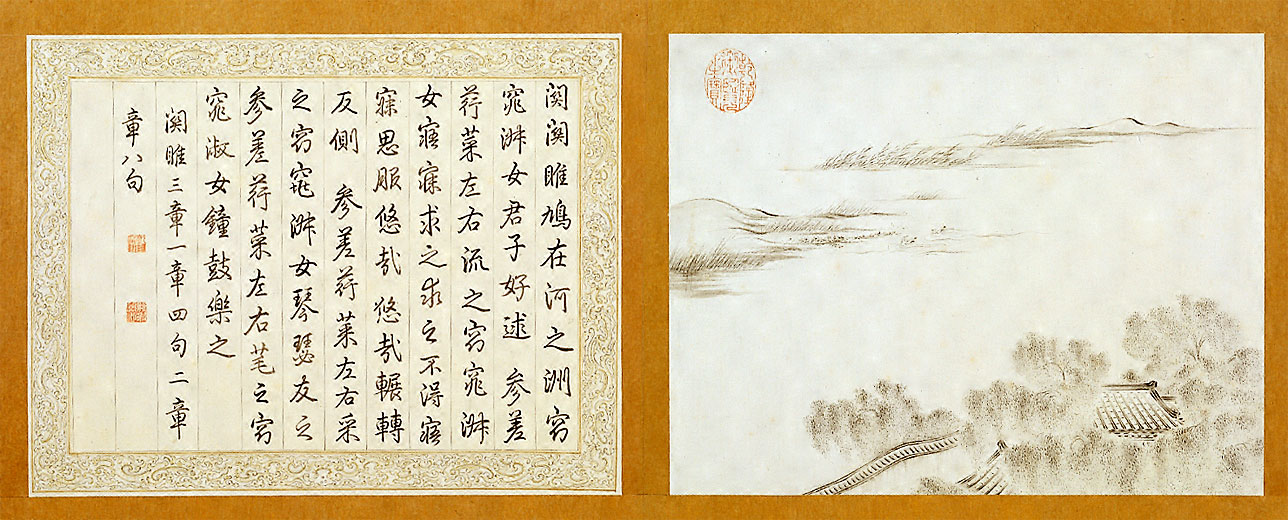
Ши Цзін, рукописи імператора Цяньлуна, з живописним оформленням.

### «Сяо я»
Друга частина «Сяо я» («Малі оди») містить близько 80 ліричних творів, створених головним чином придворними поетами. Твори «Сяо я» нерідко важко відрізнити від пісенно-поетичного фольклору «Го фен», а частина їх має напівфольклорний характер. Однак у цілому вони написані більш «високим стилем», а саме слово «я» стало вживатися для позначення всього витонченого.
«Сяо я» — форма ліричної поезії для вираження захоплення з приводу якого-небудь урочистого випадку, для схвалення заслуг і чеснот, оспівування подвигів древніх правителів, полководців, героїв. Поезію розділу «Малі оди» важко інколи відрізнити від пісенно-поетичного фольклору з розділу «Звичаї царств». Частина має напівфольклорний, напівлітературний характер. Ймовірно, спочатку вона виникла в усній формі, а потім була закріплена ієрогліфами.
Серед творів придворної поезії значне місце займають оди на тему відданої службі царю, про вірнопіддані почуттях наближених царя, славослів'я верховному правителю («Славослів'я царю», II, I, 6); пісні про ратні подвиги в походах проти гунів; про царське полювання, де панувала манірна обрядовість, ієрархічний церемоніал:
| По четвірці коней в колісниці князів запряжено, І одна за другою четвірки приходять на стан. Наколінники червоні, у золоті туфель сап'ян, Збираються гості, витримуючи і порядок, і сан. («Царське полювання», II, III, 5) |

Є оди гостинного господаря, що не поскупився на щедре частування (II, II, 3); тривалий бенкет в царських покоях (II, II, 10). Символом веселощів, урочистої трапези, славного бенкету стала відома ода «Зустріч гостей» (II, I, 1). Окремі твори зображують зверхнє ставлення до жінки (насамперед в аристократичному середовищі). Ось як це виражено в придворній оді «Новий палац» (II, IV, 5):
| Коли сини народяться, то спати Нехай їх з пошаною кладуть на ліжко, Кожного в пишний одягнуть наряд, Яшмовий жезл як іграшку дарують … Якщо ж тобі народять дочок, Спати на землю уклади їх скоріше, Нехай їх в пелюшки закутає мати, В руки їм дасть черепицю грати! Зла і добра їм вершить не дано, Їжу варити їм так квасити вино, Матір і батька не змусить страждати. |

Але в деяких одах, зокрема у «Оді благородного Цзя Фу, який викриває царя і царського радника» звучить критика панівного режиму, відкрите невдоволення пасивністю правителя, що перестав правити країною, Схожі думки виражені в «Оді тим, що пішли від смути в винні землі» (II, IV, 10): Прекрасним зразком поетичного мистецтва є «Ода про дружбу» (II, I, 5), яка побудована в значній мірі згідно з принципами народно-пісенної поетичної творчості. В оді «Велике поле» (II, VI, 8) славиться землеробська праця, порушуються питання суспільних відносин, що має явно фольклорне походження. У тому ж ключі написані сумні строфи про похід людей через пустелю — «То гуси летять» (II, III, 7):
| То гуси летять, то летять журавлі І свищуть, і свищуть крилами далеко … То люди далеким походом йдуть, І тяжкий, і важкий у пустелі похід. |

Скорботою пронизана поема про воїна, в очікуванні якого «тугою вражене серце дружини». Сумні почуття навіює ода «В очікуванні чоловіка, який пішов в похід» (II, I, 9). Соціальний протест, протест проти нероб, що жадібно юрбляться біля царського трону, вчувається в «Скарзі воїнів, занадто довго задержаних на службі царя» (II, IV, 1) та в «Оді про несправедливість» (II, IV, 1).

### «Да я»

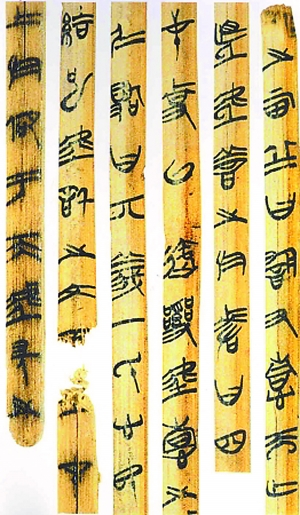
22 Kǒngzǐ Shīlùn (孔子 诗论), раннє обговорення «Ши Цзін». Чорнильні написи пензлем на бамбукових смугах (поч. періоду Воюючих царств (475—221 до н. е.), колекція Шанхайського музею.)

Зразком придворної поетичної творчості вважається третя частина «Книги пісень» — «Да я» («Великі оди»), що налічує 31 оду і є, по суті, книгою поетичних творів племені чжоу. Їм властива досить багата словесна орнаментація, що підсилює враження урочистості, пишномовності, захопленості. В них оспівуються служіння государю, вірнопіддані почуття його наближених, містяться славослів'я царської династії. Але і в цьому розділі є оди, що піднімають соціальні питання, які засуджують бездарність правителів та їх наближених.
«Великі оди» проливають світло на відомі історичні події, важливі факти. Так, кровопролитна битва чжоусців з шан-іньцями, яка супроводжувалась рукопашними боями, запеклими зіткненнями, стала невичерпним джерелом героічних сказань, трагічних легенд, натхненних переказів. Мова про це йде в «Оді про царів Вень-ване і У-ване і про підкорення царства Інь-Шан» (III, I, 2) та «Оді про переселення племені чжоу» (III, I, 3).
Частина з «Великих од» прославляє древніх государів — У-вана (царя войовничого, його батька Вень-вана (царя освіченого), Хоу-цзи (государя Зерно); засуджують бездарних правителів та їх наближених. Прикладом є «Ода і повчання безпечному правителю» (III, II, 10), та «Народ страждає» (III, II, 9):
| Народ наш страждає нині від праці - Доля його нехай буде легкою. Подай же милість серцю всієї країни, Щоб світ здобути для чотирьох сторін. Улесниками безчесним волі не давай, Щоб всяк недобрий був попереджений. |

Грізне попередження про те, що в країні «світу не стало і смута народиться», що «всюди лише горе і попіл помітиш!», Звучить в «Оді безчесним правителям» (III, III, 3).
В «Оді про посуху» (III, III, 4) розповідь ведеться від імені самого царя. У дусі конфуціанського вчення він бере на себе відповідальність за страшні нещастя, що обрушилися на країну і народ. Він вважає, що причина всіх бід в ньому самому, в його невмінні правити. Втім, визнання провини має скоріше умовний, виправдувальний характер: «Усім духам я моління підносив, жертв не шкодуючи»; «Я жертви невпинно підношу, переходячи з благанням з храму в храм». Найсуворіший вирок виноситься злочинним сановникам в «Оді безчесним радникам царя» (III, III, 11), що завершує книгу «Великих од».

### «Сун»
Четверту частину «Ши Цзін» складають «Гімни» («Сун») — сорок древніх урочистих і хвалебних храмових співів і культових гімнів у честь духів, предків і мудрих царів китайської давнини.
До них входить перечислення чудесних подвигів і доброчесних вчинків стародавніх правителів, царствених ванів, особливо засновника Чжоуської династії Вень-вана. Тексти насичені хвалебними епітетами, порівняннями і уособленнями, в рядки вплітаються урочисті вигуки і молитовні заклинання.
Твори цієї заключної частини пам'ятника в більшості своїй були складені придворними поетами на честь «доблесті царя освіченого» (Вень-вана), якому «будемо з усіх сил наслідувати», в честь його мудрого правління:
|  | Ясні закони царя освіченого, вічно так будуть сяяти! |

Гімни оспівували також заслуги його сина, царя Войовничого — У-вана:
|  | Силою міццю володіє наш предок У-ван; в славі заслуг з ним посперечатися ніхто б не зміг. |

Серед гімнів і пісень на інші теми — «Веління царя наглядачам за польовими роботами» (IV, I, 2), «Привітання гостям» (IV, II, 3), «Приготування до жертви» (IV, III, 7). виділяються яскраві, фольклорного походження з пізнішої літературної обробкою, гімни «Урожай» (IV, III, 5) та «Подяка за урожай» (IV, III, 6). Художні образи цих двох творів свідчать про знання конкретних особливостей польових робіт і характерних прикмет часу різних трудових процесів, живо, реалістично відображених тут поетичними засобами:
| Плуг наточив — він і добрий і гострий, Нині на південні ріллі збиратися пора. Всякого злаку посіє нині зерно, Життя зародок в собі укладає воно. |